# 亀井茲政
亀井 茲政（かめい これまさ）は、石見津和野藩の第2代藩主。津和野藩亀井家3代。

## 生涯
元和3年（1617年）、初代藩主亀井政矩の次男として政矩の旧領の因幡鹿野で生まれる。元和5年（1619年）に父が死去する。このとき、茲政はわずか3歳であり（庶兄の亀井経矩もいたが当時6歳だった）、当時は15歳でなければ大抵は幕命により改易にされるのが当たり前となっていたが、生母の光明院が茲政の年齢を15歳と改竄して家督相続を第2代将軍・徳川秀忠に嘆願したために許されたという。光明院は徳川譜代の家臣・松平康重の娘であったため、恐らくは父の働きかけや幕府の計らいで家督相続が許されたものと思われる。
寛永12年（1635年）12月、従五位下・能登守に叙位・任官する。藩主が若年のため、早くから藩内の主導権をめぐっての重臣による抗争が起こった。このため、多胡真清の執政のもとで家臣団の再編成をはじめ、寛永14年（1637年）には検地が行われるなどして藩の基礎固めが行なわれている。しかし一方で、京極忠高や古田重恒、京極高国改易の際の城番をはじめ、寛永19年（1642年）から16年に及ぶ火消役、寛文3年（1663年）や寛文5年（1665年）、貞享3年（1686年）の勅使接待役、寛文11年（1671年）から寛文12年（1672年）、そして延宝4年（1676年）から延宝5年（1677年）に及ぶ神田門番役など、幕命による諸役で藩財政に早くから大きな負担がかかっている。
延宝7年（1679年）9月2日、豊前守に遷任する。延宝8年（1680年）12月18日に津和野で死去した。享年64。
跡を三男の茲親が継いだ。